# European Champions League 2006-2007 (pallavolo femminile)
La European Champions League di pallavolo femminile 2006-2007 è stata la 47ª edizione del massimo torneo pallavolistico europeo per squadre di club; iniziata con la fase a gironi a partire dal 28 novembre 2006, si è conclusa con la final-four di Zurigo, in Svizzera, il 25 marzo 2007. Alla competizione hanno partecipato 20 squadre e la vittoria finale è andata per la quinta volta al Volley Bergamo.

## Squadre partecipanti
| - Martinus - Azərreyl - Bergamo - RC Cannes - Eczacıbaşı - VakıfBank GS - Giannino Pieralisi - Calisia | - Las Palmas - Dinamo Mosca - Muszyna - Robursport Pesaro - Schwechat Post - Tenerife - HAOK Mladost - Voléro Zurigo |

## Fase a gironi

### Gironi
| Girone A                                    | Girone B                                             | Girone C                                             | Girone D                              |
| ------------------------------------------- | ---------------------------------------------------- | ---------------------------------------------------- | ------------------------------------- |
| RC Cannes VakıfBank GS Dinamo Mosca Muszyna | Martinus Giannino Pieralisi Las Palmas Voléro Zurigo | Azərreyl Eczacıbaşı Robursport Pesaro Schwechat Post | Bergamo Calisia Tenerife HAOK Mladost |

## Play-off a 12

### Squadre qualificate
- Dinamo Mosca
- Martinus
- RC Cannes
- Tenerife
- Bergamo
- Giannino Pieralisi

## Play-off a 6

### Squadre qualificate
- Dinamo Mosca
- Tenerife
- Bergamo
- Voléro Zurigo (qualificata di diritto in quanto squadra organizzatrice)

## Final-four
La final four si è disputata a Zurigo ( Svizzera) e gli incontri si sono svolti all'Hallenstadion. Le semifinali si sono disputate il 24 marzo, mentre la finale per 3º/4º posto e la finalissima si è giocata il 25 marzo.

### Finali 1º e 3º posto
|  | Semifinali    | Semifinali    | Semifinali   |              |         | Finale             | Finale             | Finale             |  |
|  |               |               |              |              |         |                    |                    |                    |  |
|  | Bergamo       | Bergamo       | 3            |              |         |                    |                    |                    |  |
|  | Bergamo       | Bergamo       | 3            |              |         |                    |                    |                    |  |
|  | Tenerife      | Tenerife      | 0            |              |         |                    |                    |                    |  |
|  | Tenerife      | Tenerife      | 0            |              | Bergamo | Bergamo            | 3                  |                    |  |
|  |               |               |              |              | Bergamo | Bergamo            | 3                  |                    |  |
|  |               |               | Dinamo Mosca | Dinamo Mosca | 2       |                    |                    |                    |  |
|  | Voléro Zurigo | Voléro Zurigo | Dinamo Mosca | Dinamo Mosca | 2       | 2                  |                    |                    |  |
|  | Voléro Zurigo | Voléro Zurigo |              |              |         | 2                  |                    |                    |  |
|  | Dinamo Mosca  | Dinamo Mosca  | 3            |              |         | Finale 3º/4º posto | Finale 3º/4º posto | Finale 3º/4º posto |  |
|  | Dinamo Mosca  | Dinamo Mosca  | 3            |              |         |                    |                    |                    |  |
|  |               |               |              |              |         |                    |                    |                    |  |
|  |               |               |              |              |         | Tenerife           | Tenerife           | 3                  |  |
|  |               |               |              |              |         | Tenerife           | Tenerife           | 3                  |  |
|  |               |               |              |              |         | Voléro Zurigo      | Voléro Zurigo      | 0                  |  |